# ATP Challenger Sofia
Das ATP Challenger Sofia (offiziell: Genesis Traiding Cup) ist ein Tennisturnier, das erstmals 1988 in Sofia stattfand. Nach einer Pause wurde die jährliche Austragung 1999 wieder aufgenommen und endete 2003, ehe 2008 und 2009 noch einmal Turniere stattfanden. Ebenso wird das Turnier seit 2025 wieder ausgetragen. Bereits 1980, 1981 und 1988 hatte es unter einer anderen Lizenz bereits Turniere in Sofia gegeben. Das Turnier gehört zur ATP Challenger Tour und wird im Freien auf Sand gespielt. Tomas Behrend ist mit einem je einem Titel in Einzel und Doppel einziger mehrfacher Titelträger.

## Liste der Sieger

### Einzel
| Jahr                         | Sieger            | Finalgegner        | Ergebnis              |
| ---------------------------- | ----------------- | ------------------ | --------------------- |
| 2025 (2)                     |                   |                    | Austragung ab 18.8.25 |
| 2025 (1)                     | Zdeněk Kolář      | Murkel Dellien     | 6:2, 6:2              |
| 2010–2024: nicht ausgetragen |                   |                    |                       |
| 2009                         | Ivo Minář         | Florian Mayer      | 6:4, 6:3              |
| 2008                         | Adrian Ungur      | Franco Ferreiro    | 6:3, 6:0              |
| 2004–2007: nicht ausgetragen |                   |                    |                       |
| 2003                         | Stéphane Robert   | Daniel Elsner      | 6:1, 4:6, 7:64        |
| 2002                         | Tomas Behrend     | Werner Eschauer    | 6:0, 6:3              |
| 2001                         | Vasilis Mazarakis | Stefano Galvani    | 7:65, 6:4             |
| 2000                         | Stefano Tarallo   | Stefano Galvani    | 6.1, 6:2              |
| 1999 (2)                     | Iwajlo Trajkow    | David Miketa       | 7:5, 6:2              |
| 1999 (1)                     | Marcello Craca    | Orlin Stanoitschew | 7:6, 6:0              |
| 1995–1998: nicht ausgetragen |                   |                    |                       |
| 1994                         | Martin Sinner     | Alejandro Aramburu | 6:2, 7:5              |
| 1989–1993: nicht ausgetragen |                   |                    |                       |
| 1988                         | Johan Vekemans    | Jaroslav Bulant    | 7:5, 7:6              |

### Doppel
| Jahr                         | Sieger                              | Finalgegner                        | Ergebnis              |
| ---------------------------- | ----------------------------------- | ---------------------------------- | --------------------- |
| 2025 (2)                     |                                     |                                    | Austragung ab 18.8.25 |
| 2025 (1)                     | Stefan Latinović Marat Scharipow    | Miloš Karol Patrik Niklas-Salminen | 6:3, 2:6, [13:11]     |
| 2010–2024: nicht ausgetragen |                                     |                                    |                       |
| 2009                         | Dominik Hrbatý David Škoch          | James Auckland Peter Luczak        | 6:2, 6:4              |
| 2008                         | Franco Ferreiro Mariano Puerta      | Lazar Magdinčev Predrag Rusevski   | 6:3, 1:6, [10:3]      |
| 2004–2007: nicht ausgetragen |                                     |                                    |                       |
| 2003                         | Ilja Kuschew Luben Pampoulov        | Todor Enew Dimo Tolew              | 6:3, 6:1              |
| 2002                         | Christopher Kas Oliver Marach       | Ilja Kuschew Luben Pampoulov       | 7:64, 6:77, 6:2       |
| 2001                         | Igor Gaudi Stefano Galvani          | Óscar Hernández Dmitri Wlassow     | 6:4, 6:1              |
| 2000                         | Dejan Petrović Orlin Stanoitschew   | Radoslaw Lukaew Luben Pampoulov    | 6:2, 6:75, 6:75       |
| 1999 (2)                     | Massimo Ardinghi Davide Sanguinetti | Nebojša Đorđević Dušan Vemić       | 6:4, 6:2              |
| 1999 (1)                     | Tomas Behrend Karsten Braasch       | Simon Aspelin Tobias Hildebrand    | 6:3, 6:4              |
| 1995–1998: nicht ausgetragen |                                     |                                    |                       |
| 1994                         | Tamer El Sawy Tom Kempers           | Gábor Köves Patrick Mohr           | 6:2, 6:7, 6:3         |
| 1989–1993: nicht ausgetragen |                                     |                                    |                       |
| 1988                         | Adrian Marcu Florin Segărceanu      | Jaroslav Bulant Richard Vogel      | 7:5, 6:2              |